# Qatar Athletic Super Grand Prix 2015
Qatar Athletic Super Grand Prix 2015 – mityng lekkoatletyczny, który odbył się 15 maja w stolicy Kataru – Dosze. Zawody były pierwszą odsłoną prestiżowej Diamentowej Ligi w sezonie 2015.

## Rezultaty

### Mężczyźni
| Konkurencja:               | 1. miejsce             | Rezultat    | 2. miejsce       | Rezultat | 3. miejsce              | Rezultat |
| Bieg na 100 m              | Justin Gatlin          | 9,74 PB WL  | Michael Rodgers  | 9,96     | Keston Bledman          | 10,01    |
| Bieg na 400 m              | Abd al-Ilah Harun      | 44,85       | Abbas Abu Bakr   | 46,09    | Yousef Karam            | 46,27    |
| Bieg na 800 m              | Ayanleh Souleiman      | 1:43,78 WL  | Ferguson Rotich  | 1:44,53  | Alfred Kipketer         | 1:44,59  |
| Bieg na 3000 m             | Hagos Gebrhiwet        | 7:38,08 WL  | Mohamed Farah    | 7:38,22  | Thomas Pkemei Longosiwa | 7:39,22  |
| Bieg na 400 m przez płotki | Bershawn Jackson       | 48,09 WL    | Javier Culson    | 48,96    | Thomas Barr             | 48,99    |
| Skok o tyczce              | Konstandinos Filipidis | 5,75        | Carlo Paech      | 5,60     | Germán Chiaraviglio     | 5,60     |
| Trójskok                   | Pedro Pablo Pichardo   | 18,06 AR WL | Christian Taylor | 18,04 PB | Teddy Tamgho            | 17,24    |
| Pchnięcie kulą             | David Storl            | 21,51       | Reese Hoffa      | 21,30    | Ryan Whiting            | 21,06    |
| Rzut oszczepem             | Tero Pitkämäki         | 88,62 WL    | Antti Ruuskanen  | 86,61    | Vítězslav Veselý        | 83,67    |

### Kobiety
| Konkurencja:                  | 1. miejsce        | Rezultat      | 2. miejsce          | Rezultat | 3. miejsce              | Rezultat   |
| Bieg na 200 m                 | Allyson Felix     | 21,98 WL      | Murielle Ahouré     | 22,29    | Anthonique Strachan     | 22,69      |
| Bieg na 400 m                 | Francena McCorory | 50,21         | Sanya Richards-Ross | 50,79    | Stephenie Ann McPherson | 50,93      |
| Bieg na 1500 m                | Dawit Seyoum      | 4:00,96 WL    | Sifan Hassan        | 4:01,40  | Senbere Teferi          | 4:01,86 PB |
| Bieg na 100 m przez płotki    | Jasmin Stowers    | 12,35 PB WL   | Sharika Nelvis      | 12,54    | Tiffany Porter          | 12,65      |
| Bieg na 3000 m z przeszkodami | Virginia Nyambura | 9:21,51 PB WL | Hiwot Ayalew        | 9:21,54  | Hyvin Jepkemoi          | 9:22,11    |
| Skok wzwyż                    | Airinė Palšytė    | 1,94          | Irina Gordiejewa    | 1,94     | Isobel Pooley           | 1,91       |
| Skok w dal                    | Tianna Bartoletta | 6,99 WL       | Shara Proctor       | 6,95 NR  | Christabel Nettey       | 6,93 NR    |
| Rzut dyskiem                  | Sandra Perković   | 68,10         | Nadine Müller       | 65,13    | Dani Samuels            | 64,45      |

## Rekordy
Podczas mityngu ustanowiono 4 krajowe rekordy w kategorii seniorów:
| Zawodnik             | Reprezentacja   | Konkurencja         | Rezultat |
| -------------------- | --------------- | ------------------- | -------- |
| Pedro Pablo Pichardo | Kuba            | trójskok            | 18,06    |
| Luiza Gega           | Albania         | bieg na 1500 metrów | 4:02,63  |
| Shara Proctor        | Wielka Brytania | skok w dal          | 6,95     |
| Christabel Nettey    | Kanada          | skok w dal          | 6,93     |